# 1080i

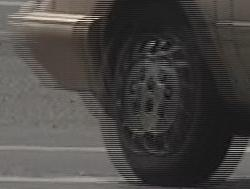
Un exemplu de video intercalat, reprezentând o roată a unui automobil în mișcare

1080i este numele scurt pentru modul HDTV (Televiziune cu rezoluție înaltă). i-ul înseamnă „video intercalat” (în engleză: interlaced video, unde interlaced este primul cuvânt, care la rândul său începe cu „i”); 1080i diferă de 1080p, unde litera „p” înseamnă „scanare progresivă”. Termenul 1080i reprezintă o imagine format widescreen cu aspectul imaginii de 16:9, care rezultă o mărime de cadru de 1920×1080 pixeli. Fiecare cadru dintr-un video de formatul 1080i este formată din alte 2 cadre suprapuse, 1920×540 pixeli fiecare.
Rata de împrospătare a 1080i este de obicei 60 Hz pentru țările care utilizează sistemul de transmitere M (ca Statele Unite, Canada, Japonia, și Brazilia) sau o rată de 50 Hz pentru regiunile care au utilizat de regulă imaginile video cu o rată 25 cadre/sec (regiuni Europa, Australia, și o mare parte din America de Sud și Africa). Amândouă variante pot fi transmise utilizând standardele de televiziune digitală: ATSC și DVB.
1080i este compatibil cu câteva televizoare HD bazate pe CRT (tub de raze catodice) pe care pot fi afișate imagini intercalate fără necesitatea de a le de-intercala, dar pentru ecranele moderne, bazate pe Scanare Progresivă, și anume tipurile de televizoare LCD și plasmă, aceste imagini trebuie de-intercalate și redimensionate corespunzător. Depinzând de capacitățile televizorului de a procesa imaginile, rezultatul final poate să varieze.
Toate canalele de televiziune din Marea Britanie de înaltă definiție (HD), cablu, și platforme terestre de televiziune digitală ca BBC HD și ITV1 HD transmit în acest format. În Statele Unite ale Americii, 1080i este formatul preferat pentru companii ca CBS, NBC etc. În România, TVR HD și PRO TV HD utilizează acest format (preponderent în televiziunea digitală terestră).
Unele camere de filmat sau unele sisteme de transmitere utilizează de asemenea acest format.